# Tobias Lewicki
Tobias Lewicki, född 2 maj 1993, är en svensk före detta fotbollsspelare. Han har under sin karriär spelat för Malmö FF, Trelleborgs FF, IF Limhamn Bunkeflo och Lunds BK.
Han är kusin med Oscar Lewicki i Malmö FF.

## Klubbkarriär
Han skrev inför säsongen 2012 på ett tvåårigt lärlingskontrakt med Malmö FF. Lewicki gjorde sin debut för Malmö FF i Allsvenskan mot Gefle IF den 2 april 2012.
Den 29 augusti 2012 bekräftade MFF på sin hemsida att Lewicki lämnade för Trelleborgs FF, då han skrev på ett kontrakt som gällde säsongen ut. Till säsongen 2013 gick han till IF Limhamn Bunkeflo.
I januari 2014 skrev han på ett tvåårskontrakt med Lunds BK.
Inför säsongen 2017 gick Lewicki till division 5-klubben Limhamns FF. Han gjorde 17 mål på lika många matcher 2017. Den 30 september 2018 gjorde Lewicki nio mål i en 17–0-vinst över NK Croatia. Han gjorde totalt 32 mål på 16 matcher säsongen 2018. Klubben blev dessutom uppflyttad till Division 4. Lewicki gjorde ett hattrick i premiäromgången av Division 4 2019 mot BK Höllviken (3–0-vinst). Han gjorde 18 mål på 16 matcher under säsongen 2019. Följande säsong spelade Lewicki endast en match.

## Landslagskarriär
Han har spelat två U19-landskamper och fjorton U17-landskamper för Sverige och gjort ett mål i U17-landslaget.